# Pichu
Pichu (japanski: ピチュー Pichū) jedan je od 1025 fiktivnih vrsta Pokémona iz medijske franšize Pokémon, skupa Pokémon videoigara, animiranih serija, manga stripova, knjiga, igraćih karata i drugih medija kojima je tvorac Satoshi Tajiri. Svrha je Pichua u videoigrama, animiranoj seriji i manga stripovima, kao i svrha ostalih Pokémona, borba s divljim Pokémonima – neukroćenim stvorenjima koje igrači i likovi pronalaze dok kreću na razne avanture – i pripitomljenim Pokémonima drugih Pokémon trenera.

## Etimologijaimena
Ime Pichu skraćena je inačica imena njegovog razvijenog oblika, Pikachua, što ukazuje na njegov stupanj u Pikachuovom evolucijskom lancu. Njegovo je ime, kao i Pikachuovo, kombinacija japanske onomatopeje za pucketanje ぴかぴか pikapika, te japanske onomatopeje za skvičanje ちゅうちゅう chūchū.

## Pokédex podaci
- Pokémon Gold: Nedovoljno je vješt pri pohrani elektriciteta. Ponekad pršti iskrama u stanjima uzbuđenosti ili prestrašenosti.
- Pokémon Silver: Unatoč svojoj veličini, sposoban je onesvijestiti i odraslog čovjeka. Ipak, ako mu to pođe za rukom, nerijetko i sam biva iznenađen svojim postupkom i sposobnostima.
- Pokémon Crystal: Nevješt je pri pohrani električne energije. Svaki oblik šoka kojeg primi iz okoline tjera ga na spontano otpuštanje električne energije.
- Pokémon Ruby: Pichu se lakše napaja elektricitetom tijekom olujnih dana ili dana kada je zrak izrazito suh. U takvim okolnostima s površine ovog Pokémona proizlaze pucketajući zvukovi.
- Pokémon Sapphire: Kada se Pichu igra s ostalima svoje vrste, sposoban je podijeliti elektricitet s drugim Pichuom, stvarajući mlaz iskri. U takvim okolnostima, oba će se Pokémona vjerojatno rasplakati, preplašeni bljeskom iskri.
- Pokémon Emerald: Još je uvijek nesposoban zadržavati elektricitet. Spontano otpušta naboje električne energije kada je uplašen. S vremenom postaje sposobniji pri upravljanju svojim moćima.
- Pokémon FireRed: Unatoč svojoj veličini, sposoban je onesvijestiti i odraslog čovjeka. Ipak, ako mu to pođe za rukom, nerijetko i sam biva iznenađen svojim postupkom i sposobnostima.
- Pokémon LeafGreen: Nedovoljno je vješt pri pohrani elektriciteta. Ponekad pršti iskrama u stanjima uzbuđenosti ili prestrašenosti.
- Pokémon Diamond: Električni jastučići na njegovim obrazima još su uvijek maleni, te stoga nisu u stanju pohraniti velike količine električne energije.
- Pokémon Pearl: Zabavlja se s ostalim primjercima svoje vrste dodirivajući njihove repove, otpuštajući pritom iskre elektriciteta. Prema nekim pokazateljima, ovo predstavlja njihov oblik testa hrabrosti.
- Pokémon Platinum: Njegovi su električni jastučići na obrazima još uvijek maleni. Ovaj Pokémon biva iznenađen pri njihovim najmanjim pražnjenjima.

## U videoigrama
Pichu predstavlja prvi stupanj evolucijskog lanca jednog Pikachua. Istovremeno, Pichu pripada Pokémon bebama, posebnoj skupini Pokémona koji dijele nekoliko zajedničkih osobina, među kojima je i pristup napadima koje kao takve njihovi razvijeni oblici nisu sposobni učiti. Pichu predstavlja prvu Pokémon bebu u Nacionalnom Pokédexu.
Pichu je u divljini dostupan samo u Trofejnom vrtu kroz igre četvrte generacije. U svim ostalim igrama, počevši od druge generacije, igrač Pichua može dobiti isključivo uzgajanjem Pikachua ili Raichua. 
Pichu je prva karika u lancu učenja Električnog obaranja (Volt Tackle), napada koji se smatra Pikachuovom potpisnom tehnikom.

## Tehnike
| Prirodne tehnike             | Prirodne tehnike | Prirodne tehnike |
| ---------------------------- | ---------------- | ---------------- |
| Tehnika                      | Vrsta tehnike    | Razina           |
| Gromoviti šok (ThunderShock) | Električni       |                  |
| Šarm (Charm)                 | Normalni         |                  |
| Zamah repom (Tail Whip)      | Normalni         | 5                |
| Gromoviti val (Thunder Wave) | Električni       | 10               |
| Slatki poljubac (Sweet Kiss) | Normalni         | 13               |
| Opaki zaplet (Nasty Plot)    | Mračni           | 18               |

## Statistike
| HP:      | 20 |  |
| Attack:  | 40 |  |
| Defense: | 15 |  |
| Special: | 40 |  |
| SpAtk:   | 35 |  |
| SpDef:   | 35 |  |
| Speed:   | 60 |  |

Statistika Special korištena je samo tijekom prve generacije; kasnije je podijeljenja na Special Attack i Special Defense statistike.

## U animiranoj seriji
Braća Pichu par je Pichua koji su se pojavili nekoliko puta tokom Pokémon franšize, uključujući kratkometražni film Pikachu & Pichu, Camp Pikachu te nekoliko epizoda Pokémon Kronika. Njihov je izgled nalik Ashovom Pikachuu i Sparkyu – jedan od njih ima razbarušene čuperke na glavi nalik kosi, dok ih drugi nema.
Pichu se također pojavio u epizodi The Apple Corp, gdje je velika skupina krala Charmainine jabuke.
Još se jedan Pichu pojavio u epizodi Pika and Goliath! pod vodstvom trenera Shoa.